# Nábřeží Edvarda Beneše
Nábřeží Edvarda Beneše v Praze na Malé Straně a v Holešovicích prochází u levého břehu Vltavy od Klárova kolem Čechova mostu ke Štefánikovu mostu (prvních asi 300 metrů je souběžných s Kosárkovým nábřežím).
Nazváno je od roku 1991 podle českého státníka Edvarda Beneše, který byl v letech 1935–1938 a 1945–1948 československým prezidentem. Původně byla tato část nábřeží součástí tzv. silnice pod Letnou, po stavebních úpravách tu v roce 1920 vzniklo nábřeží pod Letnou. To bylo v roce 1938 přejmenováno na Kramářovo nábřeží (podle dr. Karla Kramáře, prvního československého předsedy vlády) a v letech 1948–1991 bylo nábřeží přejmenováno na nábřeží Kapitána Jaroše.
Na začátku nábřeží je novobarokní budova Strakova akademie postavená v letech 1891–1896 jako studentská kolej české šlechty, dnes sídlo Úřadu vlády České republiky. Po nábřeží vede tramvajová trať, úsek trati Malostranská – Elektrárna Holešovice.
Asi 200 metrů před Štefánikovým mostem se nachází Rudolfova štola, kterou dal vybudovat císař Rudolf II. na zásobování parku Královská obora vodou.

## Budovy, firmy a instituce
- Úřad vlády České republiky – Nábřeží Edvarda Beneše 4[4]
- Kaple svaté Máří Magdaleny
- Občanská plovárna